# Nettapus
Nettapus là một chi chim trong họ Vịt.